# Попов Василь Костянтинович
Василь Костянтинович Попов (23 січня 1929, село Малі Кулики, Моршанський район, Центрально-Чорноземна область, РРФСР, СРСР — 13 лютого 2010, Харків, Україна) — радянський та український вчений-правознавець, спеціаліст в області екологічного права. Доктор юридичних наук (1983), професор (1985). Член-кореспондент Академії правових наук України (1996) і академік Української екологічної академії наук (1995).
Після закінчення ВНЗ працював суддею Бєлгородського обласного суд. Пізніше став викладачем Харківського юридичного інституту (ХЮЇ) (з 1995 року — Національна юридична академія України імені Ярослава Мудрого), в якому з часом виконував посаду завідувача (1979—2005) і професора (2005—2010) кафедри екологічного права. Лауреат Державної премії Української РСР в галузі науки і техніки (1981). Науковий консультант вченого-правознавця А. П. Гетьмана.

## Життєпис
Василь Попов народився 23 січня 1929 року в селі Малі Кулики Моршанского району Центрально-Чорноземної області (тепер Тамбовська область Росія). Під час Німецько-радянської війни трудився в тилу. З 1949 по 1956 рік проходив службу в лавах Радянська Армія.
Вищу освіту здобув у Саратовському юридичному інституті, який закінчив у 1960 році. У 1961 (за іншими даними в 1960) році почав працювати в системі судової влади: нетривалий час був головою Грайворонського районного народного суду, а потім суддею Бєлгородського обласного суду. Поєднував роботу з навчанням в аспірантура Харківського юридичного інституту (ХЮІ).
Після закінчення аспірантури, в 1968 році перейшов на викладацьку роботу в ХЮЇ: був асистентом, а потім доцентом кафедри цивільного права. У червні 1979 року очолив новостворену кафедру земельного права та правової охорони природи (з 1990 року — кафедра екологічного права), на якій працював завідувачем аж до 2005 року (до виходу на пенсію). Опісля продовжив працювати на «рідній» кафедрі на посаді професора. Був членом Союза юристів України.
Василь Костянтинович Попов помер 13 лютого 2010 року в Харків.

## Наукова діяльність
Спеціалізувався на екологічному і аграрному праві. До кола науково-дослідних інтересів Василя Костянтиновича входили теоретичні проблеми, пов'язані з реалізацією та захистом екологічних інтересів фізичних та юридичних осіб, а також питання, що стосуються відшкодування шкоди, яка була заподіяна через порушення екологічного законодавства. Крім цього, він займався вивченням можливості об'єднання та упорядкування українського законодавства в галузі екологічного права та створення екологічного кодексу України, а також науково обґрунтував необхідність підготовки та прийняття цього законодавчого акту.
У 1969 році Попов захистив дисертацію на здобуття наукового ступеня кандидата юридичних наук за темою «Правові питання механізації колгоспного виробництва» (рос. Правовые вопросы механизации колхозного производства), а в 1983 році докторську дисертацію за темою «Цивільноправові форми реалізації матеріальних інтересів в агропромисловому комплексі СРСР» (рос. Гражданско-правовые формы реализации материальных интересов в агропромышленном комплексе СССР). У 1985 році В. К. Попову було надано вчене звання професора, у 1995 році він був обраний академіком Української екологічної академії наук, а наступного року — членом-кореспондентом Академії правових наук України.
Був учнем професора Юліана Вовка. Брав участь у підготовці вчених-юристів, був науковим керівником у 15 кандидатів юридичних наук і науковим консультантом у трьох докторів юридичних наук — А. П. Гетьмана, М. В. Шульги та А. Н. Стативки. Входив до складу спеціалізованої вченої ради Національної юридичної академії України імені Ярослава Мудрого.
Василь Костянтинович Попов автор і співавтор більш ніж ста наукових праць, основними з яких є «Договірні відносини та ефективність сільськогосподарського виробництва» (рос. Договорные отношения и эффективность сельскохозяйственного производства; 1976), «Правове становище виробничих об'єднань у системі АПК» (рос. Правовое положение производственных объединений в системе АПК; 1978), «Право та матеріальні інтереси у міжгосподарській кооперації» (рос. Право и материальные интересы в межхозяйственной кооперации; 1983), «Екологічне право України. Загальна частина», «Екологічне право України. Особлива частина» та «Екологічне право України». Він також входив до складу редакційної колегії збірника наукових праць «Проблеми законності».
У 1984 році, за виданий у 1983 році підручник для вищих навчальних закладів «Радянське цивільне право» (рос. Советское гражданское право), В. К. Попов (у співавторстві з В. П. Масловим, О. А. Пушкіним, М. Й. Бару, Ч. Н. Азімовим, Д. Ф. Швецовим, Ю. І. Зіоменко і В. С. Шелестовим) був нагороджений Державною премією Української РСР в галузі науки і техніки.

## Нагорода
Василь Костянтинович був відзначений наступними нагородами, преміями та відзнаками:
- Державна премія Української РСР в галузі науки і техніки (1984);
- Премія імені Ярослава Мудрого, у номінації «за видатні заслуги в галузі підготовки юридичних кадрів» (2003);
- Премія конкурсу Фонду юридичної науки академіка права В. В. Сташиса, у номінації «юрист — науковий співробітник» (2003);
- Заслужений професор Національної юридичної академії України імені Ярослава Мудрого[9];
- Почесний знак «Відмінник освіти України».